# Campeonato regional de fútbol de São Nicolau 2013-14
El campeonato regional de São Nicolau 2013-14 es el campeonato que se juega en la isla de São Nicolau. Empezó el 14 de diciembre de 2013 y terminó el 23 de marzo de 2014. El torneo lo organiza la federación de fútbol de São Nicolau. FC Ultramarina es el equipo defensor del título.
El SC Atlético quedó campeón, lo que de dio una plaza para jugar el campeonato caboverdiano de fútbol.

## Equipos participantes
- Académica
- AJAT-SN
- SC Atlético
- FC Belo Horizonte
- FC Praia Branca
- CD Ribeira Brava
- FC Talho
- FC Ultramarina

## Tabla de posiciones
Actualizado a 23 de marzo de 2014
|   | Equipo            | PJ | PG | PE | PP | GF | GC | DG  | PTS |
| - | ----------------- | -- | -- | -- | -- | -- | -- | --- | --- |
| 1 | SC Atlético       | 14 | 10 | 2  | 2  | 27 | 5  | +22 | 32  |
| 2 | FC Ultramarina    | 14 | 8  | 5  | 1  | 32 | 9  | +23 | 31  |
| 3 | FC Belo Horizonte | 14 | 8  | 2  | 4  | 22 | 11 | +11 | 26  |
| 4 | FC Praia Branca   | 14 | 7  | 3  | 4  | 23 | 21 | +2  | 24  |
| 5 | AJAT-SN           | 14 | 3  | 6  | 5  | 16 | 19 | -3  | 15  |
| 6 | CD Ribeira Brava  | 14 | 4  | 1  | 9  | 15 | 24 | -9  | 13  |
| 7 | Académica         | 14 | 3  | 4  | 7  | 10 | 20 | -10 | 13  |
| 8 | FC Talho          | 14 | 0  | 3  | 11 | 4  | 40 | -36 | 8   |

## Resultados
| Atlético      | 1 - 2 | Belo Horizonte | 14 de diciembre |
| Ribeira Brava | 1 - 2 | Académica      | 14 de diciembre |
| Ultramarina   | 3 - 0 | Praia Branca   | 14 de diciembre |
| AJAT-SN       | 4 - 0 | Talho          | 14 de diciembre |

| Talho          | 1 - 3 | Ribeira Brava | 21 de diciembre |
| Académica      | 0 - 2 | Atlético      | 21 de diciembre |
| Belo Horizonte | 1 - 2 | Ultramarina   | 22 de diciembre |
| Praia Branca   | 2 - 1 | AJAT-SN       | 22 de diciembre |

| Ribeira Brava | 0 - 1 | Belo Horizonte | 28 de diciembre |
| Atlético      | 4 - 1 | Praia Branca   | 28 de diciembre |
| AJAT-SN       | 0 - 0 | Académica      | 29 de diciembre |
| Ultramarina   | 1 - 0 | Talho          | 29 de diciembre |

| Académica      | 1 - 0 | Ultramarina   | 4 de enero |
| Belo Horizonte | 3 - 1 | AJAT-SN       | 5 de enero |
| Talho          | 0 - 5 | Atlético      | 5 de enero |
| Praia Branca   | 2 - 1 | Ribeira Brava | 5 de enero |

| Ribeira Brava  | 1 - 1 | AJAT-SN   | 11 de enero |
| Praia Branca   | 4 - 0 | Talho     | 11 de enero |
| Ultramarina    | 1 - 0 | Atlético  | 11 de enero |
| Belo Horizonte | 1 - 0 | Académica | 11 de enero |

| Académica   | 1 - 1 | Praia Branca   | 18 de enero |
| Talho       | 0 - 1 | Belo Horizonte | 18 de enero |
| Ultramarina | 1 - 1 | AJAT-SN        | 18 de enero |
| Atlético    | 1 - 0 | Ribeira Brava  | 18 de enero |

| Ultramarina  | 5 - 0 | Ribeira Brava  | 25 de enero |
| Académica    | 0 - 0 | Talho          | 25 de enero |
| Praia Branca | 2 - 1 | Belo Horizonte | 26 de enero |
| AJAT-SN      | 0 - 2 | Atlético       | 26 de enero |

| Belo Horizonte | 0 - 0 | Atlético      | 1 de febrero |
| Praia Branca   | 2 - 2 | Ultramarina   | 1 de febrero |
| Académica      | 1 - 0 | Ribeira Brava | 2 de febrero |
| Talho          | 0 - 0 | AJAT-SN       | 2 de febrero |

| Ultramarina   | 0 - 0 | Belo Horizonte | 8 de febrero |
| AJAT-SN       | 1 - 1 | Praia Branca   | 8 de febrero |
| Atlético      | 3 - 0 | Académica      | 8 de febrero |
| Ribeira Brava | 3 - 1 | Talho          | 8 de febrero |

| Belo Horizonte | 0 - 1 | Ribeira Brava | 15 de febrero |
| Praia Branca   | 0 - 1 | Atlético      | 15 de febrero |
| Académica      | 1 - 2 | AJAT-SN       | 15 de febrero |
| Talho          | 0 - 7 | Ultramarina   | 16 de febrero |

| Ribeira Brava | 0 - 2 | Praia Branca   |                   | 22 de febrero |       |
| Atlético      | 4 - 0 | Talho          |                   | 22 de febrero |       |
| AJAT-SN       | 2 - 1 | Belo Horizonte |                   | 23 de febrero |       |
| Ultramarina   | 4 - 1 | Académica      | Orlando Rodrigues | 23 de febrero | 16:00 |

| Académica | 1 - 2 | Belo Horizonte |        | 8 de marzo |       |
| Talho     | 1 - 2 | Praia Branca   |        | 8 de marzo |       |
| AJAT-SN   | 2 - 4 | Ribeira Brava  |        | 8 de marzo |       |
| Atlético  | 1 - 1 | Ultramarina    | Dideus | 9 de marzo | 16:00 |

| Belo Horizonte | 5 - 0 | Talho       | Dideus            | 15 de marzo | 14:00 |
| Ribeira Brava  | 0 - 1 | Atlético    | Dideus            | 15 de marzo | 16:00 |
| AJAT-SN        | 1 - 1 | Ultramarina | Orlando Rodrigues | 16 de marzo | 14:00 |
| Praia Branca   | 3 - 1 | Académica   | Orlando Rodrigues | 16 de marzo | 16:00 |

| Atlético       | 2 - 0 | AJAT-SN      |        | 22 de marzo |       |
| Belo Horizonte | 4 - 1 | Praia Branca |        | 22 de marzo |       |
| Ribeira Brava  | 1 - 4 | Ultramarina  | Dideus | 23 de marzo | 14:00 |
| Talho          | 1 - 1 | Académica    |        | 23 de marzo |       |

### Evolución de las posiciones
| Equipo / Jornada  | 01 | 02 | 03 | 04 | 05 | 06 | 07 | 08 | 09 | 10 | 11 | 12 | 13 | 14 |
| ----------------- | -- | -- | -- | -- | -- | -- | -- | -- | -- | -- | -- | -- | -- | -- |
| Académica         | 3  | 6  | 5  | 4  | 5  | 5  | 5  | 5  | 5  | 5  | 6  | 7  | 7  | 7  |
| AJAT-SN           | 1  | 2  | 4  | 6  | 6  | 6  | 6  | 6  | 6  | 6  | 5  | 5  | 5  | 5  |
| SC Atlético       | 5  | 2  | 2  | 1  | 3  | 3  | 2  | 2  | 1  | 1  | 1  | 1  | 1  | 1  |
| FC Belo Horizonte | 4  | 5  | 3  | 3  | 2  | 1  | 3  | 3  | 3  | 3  | 4  | 4  | 4  | 3  |
| FC Praia Branca   | 7  | 7  | 7  | 5  | 4  | 4  | 4  | 4  | 4  | 4  | 3  | 3  | 3  | 4  |
| CD Ribeira Brava  | 6  | 3  | 6  | 7  | 7  | 7  | 7  | 7  | 7  | 7  | 7  | 6  | 6  | 6  |
| FC Talho          | 8  | 8  | 8  | 8  | 8  | 8  | 8  | 8  | 8  | 8  | 8  | 8  | 8  | 8  |
| FC Ultramarina    | 2  | 1  | 1  | 2  | 1  | 2  | 1  | 1  | 2  | 2  | 2  | 2  | 2  | 2  |

| Campeón SC Atlético 6.o título |